# Palestyna na Letnich Igrzyskach Olimpijskich 2024
Palestyna na Letnich Igrzyskach Olimpijskich 2024 – występ kadry sportowców reprezentujących Palestynę na igrzyskach olimpijskich, które odbyły się w Paryżu we Francji, w dniach 26 lipca – 11 sierpnia 2024.
Reprezentacja Palestyny liczyła ośmioro zawodników - dwie kobiety i sześciu mężczyzn, którzy wystąpili w 6 dyscyplinach.
Był to ósmy start Palestyny na letnich igrzyskach olimpijskich.

## Tło startu
Od 7 października 2023 na części terytorium palestyńskiego - w Strefie Gazy trwała wojna z Izraelem, która wpłynęła również na przygotowania palestyńskich sportowców do igrzysk. W wyniku izraelskich nalotów oraz blokady Strefy Gazy do czasu rozpoczęcia igrzysk ok. 400 palestyńskich sportowców, wolontariuszy i działaczy sportowych zostało rannych lub zabitych. Zginęli m.in. mistrzyni karate i działaczka na rzecz kobiet w sporcie Nagham Abu Samra i trener narodowej drużyny lekkoatletycznej Bilal Abu Samaan. Olimpijczyk z Tokio z 2021 sztangista Mohammed Hamada w wyniku klęski głodu w Strefie Gazy schudł 20 kg i uszkodził sobie kolano podczas noszenia wody, co wykluczyło go z walki o awans na igrzyska. Zniszczenie infrastruktury sportowej i restrykcje administracyjne utrudniły uprawianie sportu zarówno w Strefie Gazy, jak i na Zachodnim Brzegu. 
Spośród ósemki reprezentantów Palestyny tylko taekwondysta Omar Yaser Ismail zdobył kwalifikację olimpijską. Pozostali sportowcy otrzymali zaproszenia od Międzynarodowego Komitetu Olimpijskiego. Sama ich obecność na igrzyskach została uznana przez Palestyńczyków za zwycięstwo oraz symbol palestyńskiego oporu.

## Reprezentanci

### Boks
| Zawodnik     | Konkurencja | 1/16             | 1/8              | Ćwierćfinał      | Półfinał         | Finał            | Finał   | Źródło |
| Zawodnik     | Konkurencja | Przeciwnik Wynik | Przeciwnik Wynik | Przeciwnik Wynik | Przeciwnik Wynik | Przeciwnik Wynik | Miejsce | Źródło |
| ------------ | ----------- | ---------------- | ---------------- | ---------------- | ---------------- | ---------------- | ------- | ------ |
| Wasim Abusal | -57 kg (m)  | Ibrahim W 0-5    | NQ               | NQ               | NQ               | NQ               | 17.     | [ 4 ]  |

### Judo
| Zawodnik     | Konkurencja | 1/16                | 1/8              | Ćwierćfinał      | Półfinał         | Repasaże         | Finał / 3. miejsce | Finał / 3. miejsce | Źródła |
| Zawodnik     | Konkurencja | Przeciwnik Wynik    | Przeciwnik Wynik | Przeciwnik Wynik | Przeciwnik Wynik | Przeciwnik Wynik | Przeciwnik Wynik   | Pozycja            | Źródła |
| ------------ | ----------- | ------------------- | ---------------- | ---------------- | ---------------- | ---------------- | ------------------ | ------------------ | ------ |
| Fares Badawi | -81 kg (m)  | Makhmadbekov P 0-10 | NQ               | NQ               | NQ               | NQ               | NQ                 | 17.                | [ 5 ]  |

### Lekkoatletyka
| Zawodnik        | Konkurencja       | Runda 1  | Runda 1 | Runda 2  | Runda 2 | Półfinał | Półfinał | Finał    | Finał   | Pozycja | Źródło |
| Zawodnik        | Konkurencja       | Rezultat | Pozycja | Rezultat | Pozycja | Rezultat | Pozycja  | Rezultat | Pozycja | Pozycja | Źródło |
| --------------- | ----------------- | -------- | ------- | -------- | ------- | -------- | -------- | -------- | ------- | ------- | ------ |
| Layla Al-Masri  | bieg na 800 m (k) | 2:12.21  | 48.     | 2:16.72  | 30.     | NQ       | NQ       | NQ       | NQ      | 30.     | [ 6 ]  |
| Mohammed Dwedar | bieg na 800 m (m) | 1:54.83  | 54.     | 1:54.83  | 32.     | NQ       | NQ       | NQ       | NQ      | 32.     | [ 7 ]  |

### Pływanie
| Zawodnik        | Konkurencja               | Eliminacje | Eliminacje | Półfinał | Półfinał | Finał | Finał | Źródło |
| Zawodnik        | Konkurencja               | Czas       | Poz.       | Czas     | Poz.     | Czas  | Poz.  | Źródło |
| --------------- | ------------------------- | ---------- | ---------- | -------- | -------- | ----- | ----- | ------ |
| Yazan Al-Bawwab | 100 m st. grzbietowym (m) | 58.26      | 43.        | NQ       | NQ       | NQ    | NQ    | [ 8 ]  |
| Valerie Tarazi  | 200 m st. zmiennym (k)    | 2:20.56    | 32.        | NQ       | NQ       | NQ    | NQ    | [ 9 ]  |

### Strzelectwo
| Zawodnik            | Konkurencja | Kwalifikacje | Kwalifikacje | Półfinał | Półfinał | Finał | Finał   | Źródło |
| Zawodnik            | Konkurencja | Wynik        | Pozycja      | Wynik    | Pozycja  | Wynik | Pozycja | Źródło |
| ------------------- | ----------- | ------------ | ------------ | -------- | -------- | ----- | ------- | ------ |
| Jorge Antonio Salhe | skeet (m)   | 100          | 30.          | NQ       | NQ       | NQ    | NQ      | [ 10 ] |

### Taekwondo
| Zawodnik          | Konkurencja | 1/8 kwalifikacje      | 1/8 finału       | Ćwierćfinał      | Półfinał         | Repesaż          | Finał / 3.miejsce | Finał / 3.miejsce | Źródło |
| Zawodnik          | Konkurencja | Przeciwnik Wynik      | Przeciwnik Wynik | Przeciwnik Wynik | Przeciwnik Wynik | Przeciwnik Wynik | Przeciwnik Wynik  | Pozycja           | Źródło |
| ----------------- | ----------- | --------------------- | ---------------- | ---------------- | ---------------- | ---------------- | ----------------- | ----------------- | ------ |
| Omar Yaser Ismail | -58 kg (m)  | Tiranvalipour W 02-00 | Vicente P 00-02  | NQ               | NQ               | NQ               | NQ                | 11.               | [ 11 ] |